# 西西里语
西西里語是一種屬於羅曼語系的語言，主要使用於義大利的西西里島一帶，也擴及義大利半島南部，以及馬爾他共和國。使用人數約4,800,000人，包括海外約三十多國的移民。民族語中提到：「它與標準意大利語有明顯的不同，應該被視為單獨的語言。」它也被聯合國教科文組織認定為少數民族語言。也有些人認為西西里語是衍生自古典拉丁語的語言中最古老的罗曼语族語言，但這不是語言學家廣泛認為的觀點，有時候會受到強烈的批評。 西西里語也擁有義大利諸語言中最古老的文學作品。

## 語言使用者
目前，西西里島的大多數居民及從西西里島移民到世界各處的人們都說西西里語。後者指的是在過去一個世紀以來吸引了大量西西里移民的國家，特別是美國、加拿大、澳大利亞和阿根廷。在過去的四五十年裡，大量的西西里人也被意大利北部的工業區、德國及其他歐盟地區的工作機會所吸引。
西西里語並不被作為任何地方的官方語言，即使在西西里島內。目前，西西里島或其他地方沒有中央機構以任何方式管理該語言。然而，自1951年CSFLS（Centro di studi filologici e linguistici siciliani，西西里語語言研究中心）成立以來，它一直持續研究西西里語並以該語言發布訊息。
西西里自治區議會立法規定鼓勵所有學校提供西西里語教學，但其進入教育制度的進展十分緩慢。該語言在西西里一些市鎮的地方法規中正式得到承認，如卡尔塔吉罗内和格拉米凯莱，並表明了其「不可剝奪的歷史和文化價值」。此外，根據歐洲區域或少數民族語言憲章（European Charter for Regional or Minority Languages, ECRML），西西里語將得到保護和推廣。
西西里語在美國和加拿大的各種西西里社區（特別是蒙特利爾、多倫多和漢密爾頓）常常被使用。它透過家庭協會，教會組織以及社會和民族歷史俱樂部，甚至在網路上的群體中得到保護和教導。

## 民族語中對於西西里語的報告

### 方言
- 西西里语
  - 西西里西部
    - 帕勒莫方言
    - 特拉帕尼方言
    - 阿格里琴托方言

  - 西西里中部
    - 玛多尼方言
    - 恩那-卡塔尼塞塔方言
    - 阿格里琴托方言

  - 西西里东部
    - 墨西拿方言
    - 东北部方言
    - 东南部方言
    - 卡塔尼亚-锡拉库萨方言

## 其他參考文獻
- Arba Sicula Volume II, 1980 (bilingual: Sicilian and English)
- Bonner, J. K. "Kirk". . Legas. 2001. ISBN 1-88190141-6.
- Camilleri, Salvatore. . Edizioni Greco. 1998.
- Centro di Studi Filologici e Linguistici Siciliani (1977-2002) Vocabolario Siciliano, 5 volumi a cura di Giorgio Piccitto, Catania-Palermo (the orthography used in this article is substantially based on the Piccitto volumes).
- Cipolla, Gaetano, , Arba Sicula, 2004, XXV (1&2) （英语及scn）
- Cipolla, Gaetano. . Legas. 2005. ISBN 188190151-3.
- Giarrizzo, Salvatore. . Herbita Editrice. 1989.
- Gordon, Raymond G., Jr. (ed.). . Sicilian: A language of Italy. Ethnologue. 2005  [2008-01-09]. （原始内容存档于2005-03-18）.
- Hughes, Robert. . Harvill. 1993. ISBN 0-00-272167-8.
- Hull, Geoffrey. . Legas. 2001. ISBN 0-949919-61-6.
- Martoglio, Nino. . Legas. 1993. ISBN 1-881901-03-3.  (bilingual: Sicilian and English; edited and translated by Prof.  Gaetano Cipolla)

- Meli, Giovanni. . Legas. 1995. ISBN 1-881901-07-6.  (bilingual: Sicilian and English; edited and translated by Prof.  Gaetano Cipolla)
- Norwich, John Julius. . Penguin Books. 1992. ISBN 1-88190141-6.
- Pitrè, Giuseppe. . Edizioni Clio. 2004.
- Privitera, Joseph, , Arba Sicula, 2001, XXII (1&2): 148–157 （英语及scn）
- Privitera, Joseph. . Legas. 2004. ISBN 0-14-015212-1.
- Ruffino, Giovanni. . Editori Laterza. 2001. ISBN 88-421-0582-1.
- Runciman, Steven. . 1958. ISBN 0-521-43774-1.
- Zingarelli, Nicola. . Zanichelli. 2006. ISBN 8808042294 （意大利语）.

## 外部連結
- www.linguasiciliana.org(西西里語)
- （意大利文） www.linguasiciliana.it
- （英文）Arba Sicula 保存西西里語非營利組織（页面存档备份，存于）(西西里語)
- （英文） Ethnologue report on Sicilian （页面存档备份，存于）
- （英文） Sicilian - English Dictionary